# Laurent Ulrich

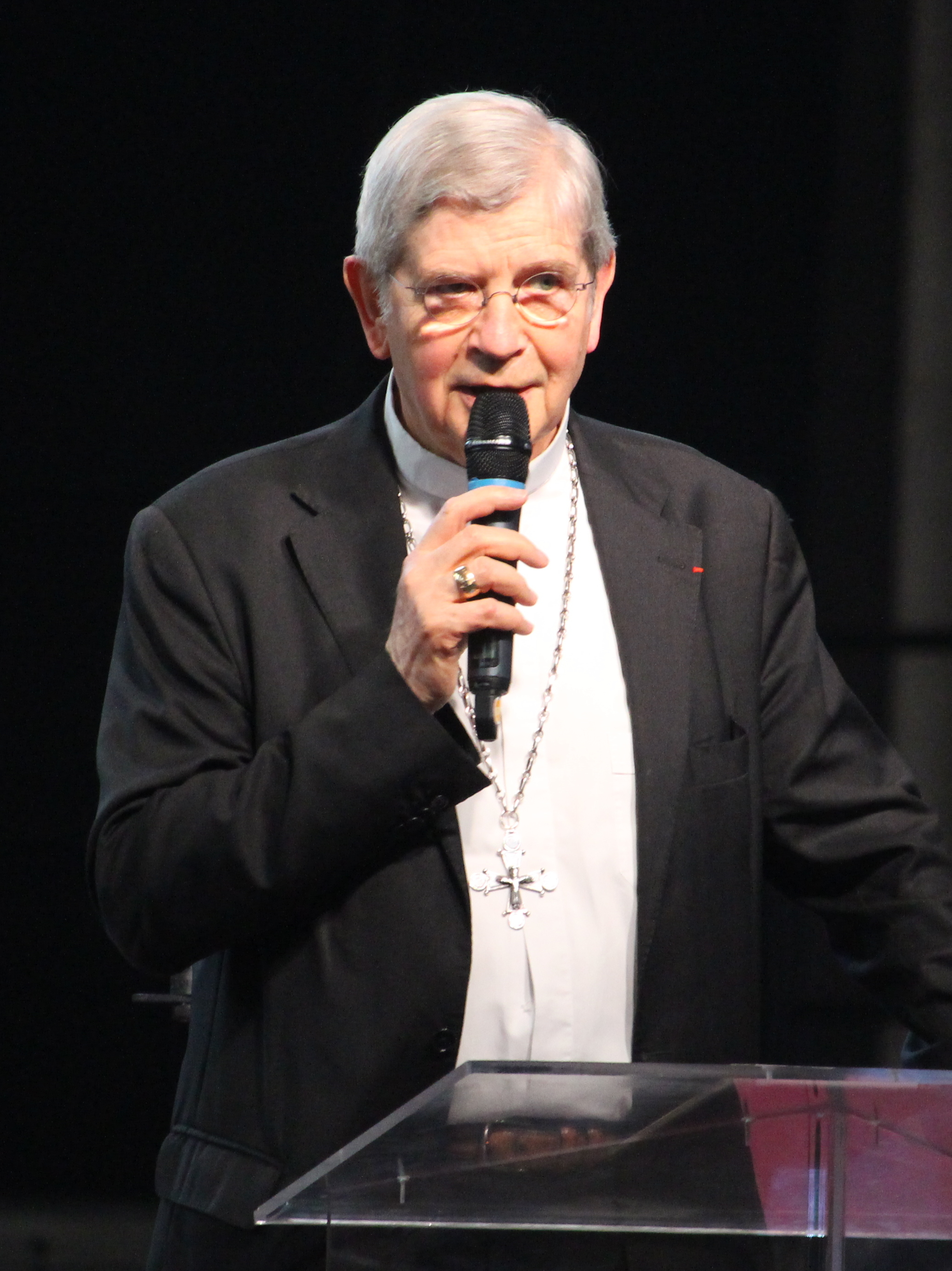
Erzbischof Laurent Ulrich (2022)

Wappen als Erzbischof von Paris

Wappen als Erzbischof von Lille

Laurent Bernard Marie Ulrich (* 7. September 1951 in Dijon) ist ein französischer Geistlicher und römisch-katholischer Erzbischof von Paris.

## Leben
Laurent Ulrich absolvierte ein Studium der Philosophie an der Universität von Burgund in seiner Heimatstadt Dijon. Es folgte ein Studium der  Theologie an der Katholischen Universität in Lyon. Am 2. Dezember 1979 empfing Ulrich durch Albert Decourtray das Sakrament der Priesterweihe für das Bistum Dijon und war anschließend im Burgund in der Pastoral tätig. Im Bistum Dijon wirkte er von 1985 bis 1990 als Bischofsvikar und von 1990 bis 2000 als Generalvikar.
Papst Johannes Paul II. ernannte Ulrich am 6. Juni 2000 zum Erzbischof von Chambéry. Die Bischofsweihe spendete ihm am 10. September desselben Jahres der Erzbischof von Lyon, Louis-Marie Billé; Mitkonsekratoren waren Michel Coloni, Bischof von Dijon, und Claude Feidt, Erzbischof von Aix. Als Wahlspruch wählte er La joie de croire (deutsch Die Freude am Glauben). Von 2007 bis 2013 war Ulrich Vizepräsident der Französischen Bischofskonferenz.
Papst Benedikt XVI. ernannte ihn am 1. Februar 2008 unter Beibehaltung des persönlichen Titels eines Erzbischofs zum Bischof von Lille. Mit der Erhebung zum Erzbistum am 30. März 2008 wurde Ulrich zum Erzbischof von Lille ernannt. Darüber hinaus war er Kanzler der Katholischen Universität in Lille. Von 2013 bis 2019 leitete Laurent Ulrich als Präsident den Studien- und Projektausschuss in der Französischen Bischofskonferenz. Seit Juli 2019 ist er Präsident des Rates für katholische Erziehung.
Am 26. April 2022 ernannte ihn Papst Franziskus als Nachfolger des zurückgetretenen Michel Aupetit zum Erzbischof von Paris. Die Amtseinführung in der Kirche Saint-Sulpice fand am 23. Mai desselben Jahres statt; die eigentliche Bischofskirche Notre-Dame war seit dem Brand von 2019 geschlossen. Am 7. Mai 2022 ernannte ihn der Papst zudem zum Ordinarius für die Gläubigen der orientalischen Riten ohne eigene Hierarchie in Frankreich.
Am 18. September 2022 verlieh ihm der Apostolische Nuntius in Frankreich Celestino Migliore im Auftrag von Papst Franziskus das Pallium, das Zeichen des Metropoliten. Am 7. Dezember 2024 leitete er die Zeremonie zur Wiedereröffnung der im April 2019 zerstörten Kathedrale Notre-Dame.

## Schriften
- mit Daniel Nourissat: Croire une espérance, Cerf-Cner, 1990
- L’enseignement de l’Église sur les questions sociales, Cité vivante, diocèse de Dijon, 2000
- Pour une gestion évangélique des biens d’Église, Documents épiscopat, 2004
- Gestion des biens d’Église, enjeux ecclésiaux, enjeux éthiques, Documents épiscopat, 2007
- L’Espérance ne déçoit pas, Bayard, 2014
- La dignité ne se divise pas: approches philosophiques. Mélanges en l’honneur du professeur Laurent Aynès, LGDJ éditions, 2019

## Auszeichnungen
2017 wurde Laurent Ulrich zum Ritter der Ehrenlegion ernannt.

## Positionen (Auswahl)
Ulrich unterstützt eine Reform des römisch-katholischen Katechismus in der Sexualmorallehre zugunsten gleichgeschlechtlicher Paare.